# La soluzione (Fabri Fibra)
La soluzione è un singolo del rapper italiano Fabri Fibra, pubblicato l'11 gennaio 2008 come secondo estratto dal quarto album in studio Bugiardo.

## Descrizione
Nel testo il rapper mette sotto gli occhi di tutti come nel mondo odierno con i soldi si possa fare e ottenere qualunque cosa, fa riferimento anche alla facile reperibilità delle sostanze stupefacenti, e di altri problemi come la prostituzione e la raccomandazione. Nella canzone il rapper cita diversi personaggi famosi tra cui Flavio Briatore, Elisabetta Gregoraci, Ana Laura Ribas e Eros Ramazzotti.

## Video musicale
Il videoclip mostra il rapper indossare un vestito composto da banconote da 20 euro e diverse comparse di personaggi televisivi che cantano il brano in uno sfondo bianco con due schermi neri sullo sfondo con il testo della canzone in basso nel video. Nel video partecipa la showgirl Ana Laura Ribas.

## Classifiche
| Classifica (2008) | Posizione massima |
| ----------------- | ----------------- |
| Italia            | 49                |